# Ray Madden
Ray John Madden (Waseca, 25 de fevereiro de 1892 - 28 de setembro de 1987) foi um político norte-americano, que foi membro da Câmara dos Representantes dos Estados Unidos pelo estado de Indiana. Nascido em Waseca, Minnesota. Frequentou as escolas públicas e a Academia do Sagrado Coração em sua cidade natal. Graduou-se no Departamento de Direito da Universidade Creighton com uma LL.B. em 1913 e depois começou a trabalhar em Omaha, Nebraska. Madden foi eleito juiz municipal em Omaha, em 1916. Mas renunciou durante a Primeira Guerra Mundial para servir na Marinha dos Estados Unidos.